# Hey, Mamma!
Hey, Mamma! è un singolo del gruppo musicale moldavo SunStroke Project, scritto e composto da Anton Ragoza, Sergej Stepanov, Sergej Jalovickij e Galina Galeckaja e pubblicato il 6 febbraio 2017 su etichetta discografica Ragoza Music.
Con Hey, Mamma! i SunStroke Project hanno preso parte a O melodie pentru Europa 2017, il processo di selezione per il rappresentante moldavo per l'Eurovision Song Contest 2017. La loro partecipazione è stata confermata il 18 gennaio 2017; il 20 gennaio una giuria ha scelto 14 delle 40 canzoni proposte da mandare agli show dal vivo. Il 24 febbraio i SunStroke Project hanno cantato Hey, Mamma! alla semifinale di O melodie pentru Europa 2017, vincendo il voto della giuria con 67 punti e qualificandosi per la finale della sera successiva. Qui ottennero 88 punti dalla giuria, piazzandosi secondi, ma vinsero il voto del pubblico, ricevendo 1.539 televoti e aggiudicandosi così un biglietto per il palco dell'Eurovision, che si è svolta a Kiev, in Ucraina. I SunStroke Project cantarono dunque nella prima semifinale del 9 maggio, competendo con altri 17 artisti per aggiudicarsi uno dei dieci biglietti per la finale del 13 maggio. I SunStroke avevano già rappresentato la Moldavia all'Eurovision Song Contest 2010 con Run Away, in collaborazione con Olia Tira, piazzandosi ventiduesimi su 25 partecipanti nella finale.

## Tracce
Download digitale
1. Hey, Mamma! – 2:59

## Classifiche
| Classifica (2017) | Posizione massima |
| ----------------- | ----------------- |
| Austria           | 27                |
| Belgio (Fiandre)  | 49                |
| Belgio (Vallonia) | 78                |
| Germania          | 52                |
| Paesi Bassi       | 70                |
| Spagna            | 89                |
| Svezia            | 18                |
| Svizzera          | 55                |
| Ungheria          | 34                |